# Harry Kewell
Harold „Harry“ Kewell (* 22. září 1978) je bývalý australský fotbalový záložník a reprezentant a později fotbalový trenér.

## Hráčská kariéra
K 1. červenci 2014 oznámil ukončení aktivní hráčské kariéry. Zúčastnil se fotbalového MS 2006 v Německu a MS 2010 v JAR, Konfederačního poháru FIFA 1997 a Asijského poháru 2007 a 2011.
S Liverpool FC vyhrál Ligu mistrů UEFA 2004/05 po finálovém vítězství nad AC Milán.

## Trenérská kariéra
23. července 2015 byl jmenován trenérem rezervy anglického klubu Watford FC.